# Epidendrum magnoliae
Epidendrum magnoliae es una especie de orquídea epífita del género Epidendrum. 

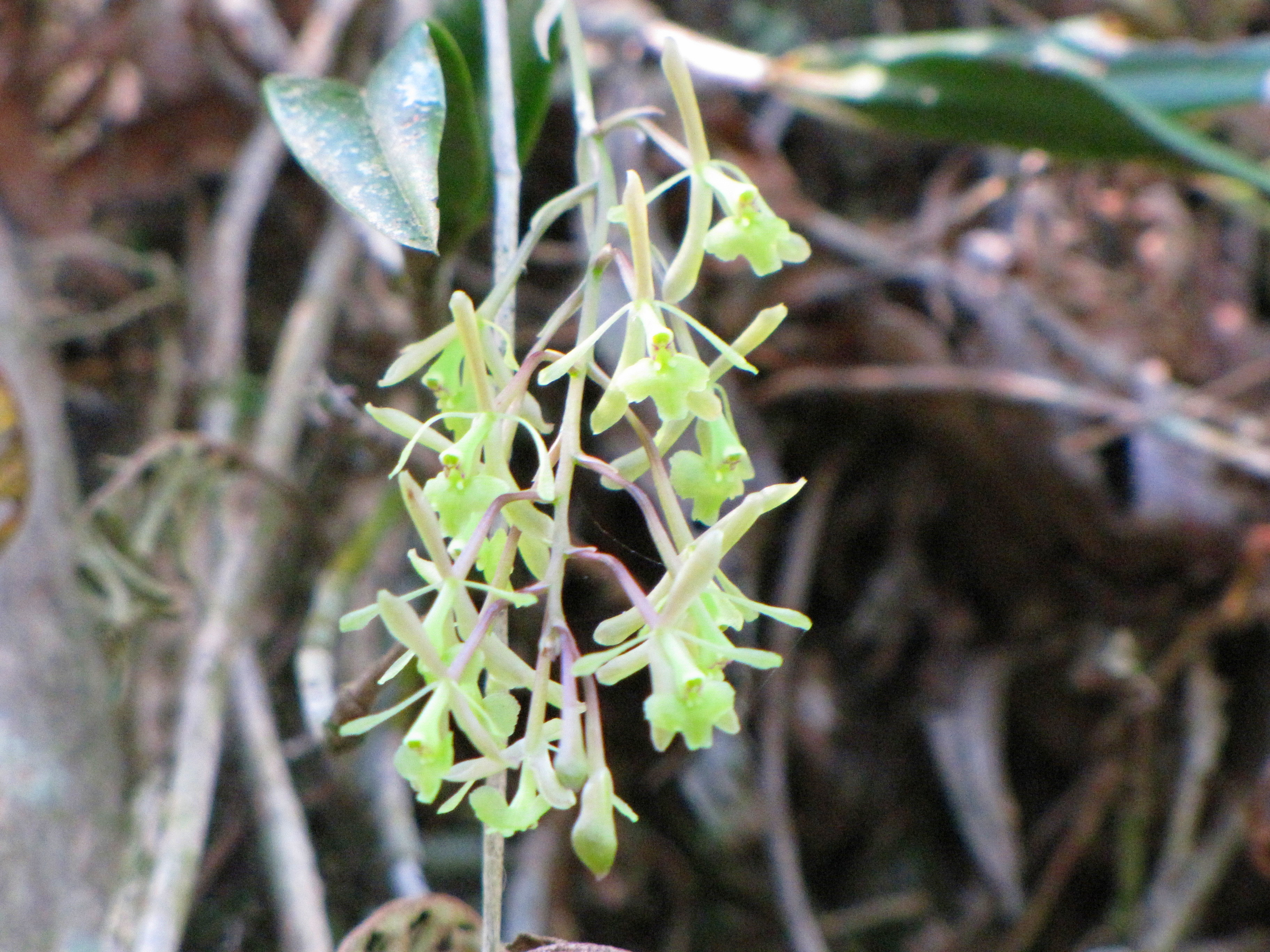
Detalle de las flores verdes

## Descripción
Es una orquídea de tamaño pequeño, que prefiere el clima  caliente al fresco. Tiene hábitos de epífita creciendo o rara vez litófita.  Esta especie tiene gruesas raíces carnosas, un tallo simple como una caña envuelto por vainas tubulares, escariosas y lleva 2 a 3 hojas, articuladas, estrechamente elípticas, agudas y sub-coriáceas. Florece principalmente desde mediados de otoño hasta el final de la primavera en una inflorescencia terminal, basalmente envainada, laxa, erecta de 16,5 cm, en forma de racimo, con larga vida. Las flores son fragantes y tienen un labio similar en forma de una mosca verde, de ahí la nombre común.

## Distribución y hábitat
Se encuentra en Florida, así como en México, donde se encuentra en los árboles de los bosques bajos y pantanosos de cipreses. 

## Taxonomía
Epidendrum magnoliae fue descrita por Henry Ernest Muhlenberg y publicado en Catalogus Plantarum Americae Septentrionalis 81. 1813.
Etimología
Ver: Epidendrum
magnoliae: epíteto
Sinonimia
- Amphiglottis conopsea (R.Br.) Small
- Epidendrum conopseum R.Br.
- Epidendrum conopseum var. mexicanum L.O.Williams
- Epidendrum magnoliae var. mexicanum (L.O.Williams) P.M.Br.
- Larnandra conopsea (R.Br.) Raf.
- Larnandra magnolia (Muhl.) Raf.[3][4]